# (419624) 2010 SO16
(419624) 2010 SO16 — невеликий астероїд групи Аполлона, співорбітал Землі. Має оригінальну орбіту, що для спостерігача з Землі виглядає як підкова. Земля перебуває у дірці підкови, один цикл підкови триває 350 років. Астероїд було відкрито 17 вересня 2010 року завдяки інфрачервоному космічному телескопу WISE.
Астрономи Апостолос Кристу (англ. Apostolos Christou) і Девід Ешер (англ. David Asher) в обсерваторії поруч з ольстерським містечком Арма (ірл. Ard Mhacha), здійснивши комп'ютерне моделювання, визначили параметри орбіти. Стандартна зоряна величина — 20,556. Альбедо невідоме. Виходячи із середнього альбедо для навколоземних астероїдів, розмір 2010 SO16 оцінено у 200—400 метрів.

## Орбіта
| Сонце, | Меркурій, | Венера, | Земля, | 2010 SO16. |

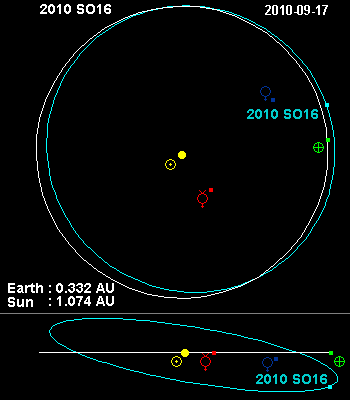
Схема орбіти 2010 SO_{16} на фоні орбіти Землі, станом на день відкриття.
Вгорі перпендикулярно до екліптики (білий еліпс).
Внизу в площині екліптики (біла лінія).
Позначки:

Астероїд має коорбітальну орбіту у системі Сонце — Земля. Резонанс орбіти 2010 SO16 щодо земної орбіти — 1:1.
Наразі теоретично доведено можливість стабільних орбіт у системі з трьох тіл з однаковим періодом обертання. Вони можливі лише для об'єктів невеликої маси, що перебувають в одній із точок Лагранжа. Цей астероїд також обертається навколо Сонця за один земний рік, проте його позиція щодо Землі постійно змінюється. Згідно з комп'ютерним моделюванням, астероїд перебуває на такій орбіті щонайменше 120 тисяч років, але навряд чи довше мільйона років.
Астероїд то наздоганяє Землю в її обертанні навколо Сонця, то відстає від неї. Увесь цикл триває 350 років.
Останні десятиріччя астероїд відстає від нашої планети. Відстань від Землі 2010 року коливається від 0,135 а. о. (14.05.2011) до 0,337 а. о. (23.09.2011). 200 років тому (у 1811 році) відстань була від 1,102 а. о. (28.09.1811) до 1,306 а. о. (05.04.1811), а сам астероїд випереджав Землю.
Коли астероїд наближається до афелію, його швидкість зменшується й відстань до планети зростає, а після досягнення найвіддаленішої від Сонця точки своєї орбіти астероїд починає зближуватися з Сонцем та збільшувати швидкість, наздоганяючи Землю. З роками середня відстань між Землею та 2010 SO16 поступово зростає, поки астероїд не відстане на майже повний оберт і знову зблизиться із планетою, вже обганяючи неї. Далі астероїд унаслідок взаємодії з планетою переходить на дальшу від Сонця орбіту та починає відставати, допоки не відстане майже на повний оберт і пересунеться на ближчу до Сонця орбіту. Тоді він знову не почне наздоганяти Землю.
З погляду спостерігача на Сонці астероїд має практично стандартну еліптичну орбіту. Якщо ж дивитися на 2010 SO16 з погляду земного спостерігача його орбіта виглядатиме як підковоподібна.